# Lawrence Butch Morris
Lawrence Douglas Morris, detto Butch (Long Beach, 10 febbraio 1947 – New York, 29 gennaio 2013), è stato un cornista, compositore e direttore d'orchestra statunitense.
Era noto per aver ideato il suo metodo di improvvisazione condotta, Conduction, che ha impiegato in numerose registrazioni.

## Biografia
Morris nacque a Long Beach, California, negli Stati Uniti. Prima di intraprendere la carriera musicale, Morris ha prestato servizio nell'esercito degli Stati Uniti, come medico, in Germania, Giappone e Vietnam, durante la guerra del Vietnam. Successivamente al servizio prestato nell'esercito, Morris si è fatto notare negli ensemble del sassofonista David Murray tra la fine degli anni '70 e all'inizio degli anni '80. Il fratello di Morris, il contrabbassista Wilber Morris, spesso si esibiva e registrava con Murray durante questo periodo. Morris è stato il leader dell'orchestra SLANG: il gruppo comprendeva, tra gli altri, il batterista Kenny Wollesen, il sassofonista contralto Jonathon Haffner, il trombettista Kirk Knuffke. Si è esibito regolarmente al Festival of New Trumpet Music, che si tiene ogni anno a nella città di New York. Morris ha scritto la maggior parte della musica per il programma televisivo del 1989, A Man Called Hawk, interpretato da Avery Brooks, collaborando con Stanley Clarke per la scrittura della colonna sonora. Ha anche suonato con A. R. Penck nel 1990. Per AudioBox Matera 1990: International Festival of Sound Experimentation , Morris ha lavorato a Spiriti Materani con Wayne Horvitz (tastiere elettronica), JA Deane (trombone, elettronica) e Butch (cornetta). Il progetto ha avuto luogo nella Madonna delle Virtù, una chiesa rupestre del XII secolo nel Sasso Caveoso nella città italiana di Matera.
Morris è l'ideatore della Conduction, una pratica di improvvisazione condotta attraverso delle indicazioni codifcate, realizzate tramite l'uso di gesti delle mani e bacchetta da direttore. Questa tecnica permette, pertanto, di condurre l'improvvisazione di ensemble. Le Conduction di Morris hanno ricevuto recensioni generalmente positive e sono spesso considerate, nella loro unicità, estranee a uno specifico genere musicale. Il critico Thom Jurek ha scritto: "Non esistono dischi come quelli diretti da Butch Morris, né potrebbero esserci, anche se lo desiderasse lui stesso". e Ed Hazell scrive: "Al meglio delle sue capacità, Morris può liberare i musicisti dalle loro vecchie abitudini, o posizionare un microscopio su un aspetto dell'abilità artistica di un musicista e costruire attorno ad esso una fantasia orchestrale".
Morris morì di cancro ai polmoni il 29 gennaio 2013, all'età di 65 anni in un ospedale di New York